# Ameghinornis
Ameghinornis is een omstreden geslacht van uitgestorven vogels uit het Vroeg-Eoceen tot het Vroeg-Oligoceen van het huidige Frankrijk. Fossielen ervan zijn gevonden in de Phosphorites du Quercy, in Frankrijk.
Ameghinornis was, zoals alle leden van de familie Ameghinornithidae, verwant aan de in Zuid-Amerika levende schrikvogels (Phorusrhacidae). Beide zijn namelijk lid van de orde Cariamiformes. Vroeger werd Ameghinornis gezien als een Europees lid van de schrikvogels, maar deze classificatie wordt tegenwoordig niet meer aangehouden.
Het geslacht wordt door sommige wetenschappers gezien als een jonger synoniem voor Strigogyps, maar hierover bestaat in de literatuur nog geen consensus. Zie ook onderverdeling van de Ameghinornithidae.

## Beschrijving
Gerald Mayr publiceerde in 2005 een studie waarin hij de visie verdedigd dat Ameghinornis en Aenigmavis jongere synoniemen zijn van Strigogyps. Dieter Stefan Peters gaf in 2006 echter een reeks kenmerken die volgens hem Ameghinornis van de andere leden van de Ameghinornithidae onderscheiden. Zij zijn:
- anders dan Aenigmavis: een langer en in verhouding slanker opperarmbeen (120 tegenover 87 millimeter), met een sterker naar achter gebogen bovenkant.
- anders dan SMF-ME 11094 (een exemplaar waarvan de soort niet bekend is): een veel langer en ook hier in verhouding slanker opperarmbeen (120 tegenover 71,8 millimeter) waarvan de bovenkant wederom sterker naar achteren is gebogen, een langer en slanker ravenbeksbeen en een sterker gebogen metacarpale minus.

Het gevonden materiaal was volgens hem niet met dat van Strigogyps dubius te vergelijken.
Ameghinornis had daarnaast waarschijnlijk een bouw die leek op die van de schrikvogel Psilopterus. Dit kan echter niet met zekerheid worden gezegd aangezien geen materiaal van de achterpoten is gevonden.